# Lucien Bénière
Lucien Bénière, né le 11 septembre 1922 à Givors et mort le 31 janvier 2012 à Saint-Mandé, est un homme engagé et sculpteur français.

## Sa formation
Lucien Bénière naît le 11 septembre 1922 dans la ville industrielle de Givors (Rhône).
De 1937 à 1941, il apprend le métier de modeleur sur bois à l'École Nationale Professionnelle de Saint-Étienne. En 1941, il débute en tant que modeleur sur bois à la Compagnie Fives-Lille à Givors, entreprise où avaient travaillé son père, son grand-père et son arrière-grand-père.
D’octobre 1942 à mai 1943, il effectue son service militaire au sein de « jeunesse et Montagne » dans les Hautes-Alpes.
Au lendemain de la guerre, il reprend ses études à Paris. Fin 1945,  parallèlement à son emploi de manœuvre chez Renault, il suit des cours du soir au Conservatoire National des Arts et Métiers. Entre 1946 et 1947, il est étudiant à l'École Supérieure du Bois. En 1948 et 1949, il prend des cours du soir à l'Institut d'Urbanisme de Paris.
En 1980 et 1981, il retrouve les bancs de l'université, celles de Vincennes et de Saint-Denis (Seine-Saint-Denis) comme étudiant en Arts plastiques.

## Ses engagements

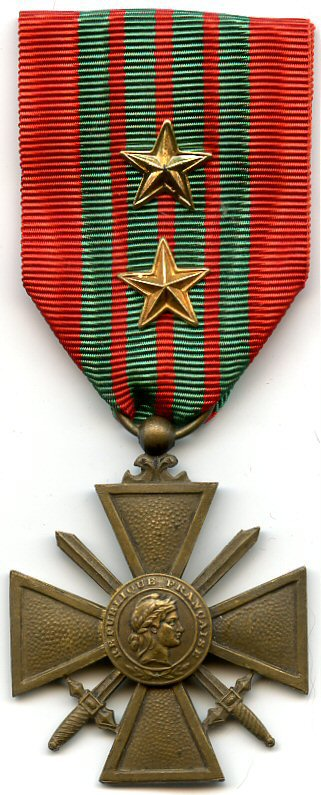
croix de guerre française

### La résistance
De juin 1943 à septembre 1944, Lucien Bénière s'engage dans le maquis des Hautes-Alpes dont il deviendra chef de groupe franc. 
Lors de la Libération, son action de résistant lui vaudra la croix du combattant volontaire de la résistance et la croix de guerre.

### Mouvement coopératif
En 1947, il rencontre le milieu des prêtres ouvriers et le parti communiste, s’installe à Montreuil (pour le reste de sa vie) où il participe au mouvement coopératif durant toute sa vie professionnelle
En avril 1947, il crée et dirige une coopérative de production de bois de chauffage qui se transformera vite en une menuiserie (Rochebrune).
De 1950 à 1954 il crée et dirige une coopérative HLM à Montreuil en Seine-Saint-Denis (Clair-Logis), qui permet la construction de 78 logements en « castor », organisation collective d'accession à la propriété, fondée sur un investissement de travail sans apport d'argent. Le principe est le suivant : le futur propriétaire consacre 1 200 heures de travail chaque fin de semaine et durant ses vacances pendant deux ans et demi à la construction de son habitat.
Par l'intermédiaire de la coopérative HLM, il participera au financement et à la direction de trois autres projets « castors ».
De 1955 à 1977, il crée et dirige une coopérative de production (Étudréal) réunissant architectes, ingénieurs, conducteurs de travaux, etc  pour l'étude et la direction de la réalisation de logements, immeubles industriels et de bureaux, centres commerciaux.
Entre 1977 et 1979, il devient ingénieur d'affaires, dans une entreprise coopérative de travaux publics.

### Le soutien à l’indépendance de l’Algérie
Participant au réseau Curiel de « porteurs de valises » pendant le conflit algérien, il participe à la construction de la jeune Algérie indépendante (où il séjourne quelques mois) dans le cadre des activités d’Étudréal.

## Son œuvre

### Ses périodes
À partir de 1964, Lucien Bénière explore différents domaines des arts plastiques ; 
- d’abord les encres (1964 – 1968),
- puis les huiles (1969 – 1978).
- À partir de 1979, il consacre tout son temps à la sculpture sur bois.

- d'abord des volumes
- puis la Grande Murale
- ensuite les carrés formant la "grande marche"
- plus tard les "baroques"
- enfin en 2010-2011 : Lucien Bénière entreprend une nouvelle série d’une centaine de « galettes ».

### Quelques points de vue sur sa technique
« Face à la diversité, à la multitude des assemblages, des combinaisons de lignes, des conjugaisons de formes, à la virtuosité du travail, à la patience et à la multitude des encastrements ou des emboitements, parfois on ne sait plus s'il faut admirer l'inventivité au travers d'un renouvellement des formes, le travail inlassable ou la beauté de la matière. Mais en fait, toutes ces données se confondent, s'associent pour notre plus grand plaisir. Dans une infinie patience et votre réelle ténacité à décliner une ligne, c'est-à-dire une fine lamelle de frêne, de noyer ou d'aulne, à lui donner forme, à la faire ondoyer, vibrer, à la rendre flexueuse, à la soumettre au rythme des variations, à l’assujettir à une cadence, vous vous révélez un plasticien hors pair et un designer sûr de son projet.
Chez vous, à travers le bois, il y a ce sens de la terre, de la nature, du rythme, on ne relève pas d'hésitations, pas de doute, pas d'approximations, pas de tricheries mais on ressent le projet conçu puis exécuté dans le respect du bois et dans l'amour du travail bien fait. »
Georges Barbier-Ludwig
Conservateur du Musée Roybet Fould à Courbevoie
Extrait du discours prononcé le 20 juin 2000
lors de l'inauguration de l'exposition de Lucien Bénière "La passion du bois"
« Décomposer un carrelet ou une boule de bois, en tirant des traits de scie de haut en bas. Recomposer ensuite, en opérant mile mouvements de translation, rotation, juxtaposition, superposition… Alignements et emboitements. Voilà les trucs et procédés de Lucien Bénière pour parodier le titre d'un manuel de référence. Les interstices, réserve d'obscurité, rythment l'écriture, indispensables à l'équilibre, comme les silences sur une partition…
…Traçant une ligne dans l'espace, échafaudant des formes simples ou complexes, échappant à la pesanteur, l'intéressé éprouve de la jouissance. Il le dit avec truculence. Imagination à profusion, maîtrise technique, fantaisie et humour, créent la magie… »
Dominique Dalemont
Auteur du livre "50 sculpteurs choisissent le BOIS",
Éditions Somogy 1998

### Quelques-unes de ses expositions
- En 1989, 700 sculptures composent la ville imaginaire d'Hauterives, exposée à Montreuil (hommage à la ville du Facteur Cheval).
- En 1993, les 44 premiers mètres de la Grande Murale ainsi que 200 œuvres plus modestes sont dévoilés.
- En 1994, 50 sculptures sont exposées à l'espace Union de Banques à Paris (75008).
- En 1996, la Grande Murale est inaugurée dans sa totalité (75 mètres) à Montreuil. Elle sera par la suite exposée de nombreuses fois en partie ou en totalité.
- Engagé dans l’association « La Passion du bois », il participe aux expositions de 1997 et 1999 à Grenoble et de 2000 à Courbevoie.
- En 2001, sa « Grande Murale », ses « carrés » et ses « volumes » sont exposés dans les Jardins du Luxembourg par le Sénat.
- En 2003, exposition à la chambre des Métiers d'Annecy (Haute Savoie) et au musée d'Allard de Montbrison (Loire).
- En 2004, exposition à Melun.
- En 2005, Portes ouvertes avec plus de 300 œuvres à Montreuil.
- En 2010, ses dernières expositions ont lieu dans son espace d’exposition (Montreuil), en octobre pour ses sculptures, et en décembre pour ses peintures.

## Pour approfondir

### Filmographie
- Lucien (bénière), un film de Pier Emmanuel Petit, La F.I.L.M., 2011
- Les Castors, un film de Lucile Marault (en complément livret Souvenir d’un « castor », Paul Martel et  interview intégrale de Lucien Bénière)